# Biel (gmina Małkinia Górna)
Biel – osada leśna w Polsce, położona w województwie mazowieckim, w powiecie ostrowskim, w gminie Małkinia Górna.
W latach 1975–1998 miejscowość należała administracyjnie do województwa ostrołęckiego.